# استفن ماناس
استفن ماناس (فرانسوی: Stephen Manas‎؛ زادهٔ ۲۷ ژوئیهٔ ۱۹۹۲؛ ‏تلفظ فرانسوی: [stɛfɛn manas] ()) بازیگر و آهنگساز اهل فرانسه است. وی از سال ۲۰۱۲ میلادی تاکنون مشغول فعالیت بوده‌است.
از فیلم‌ها یا مجموعه‌های تلویزیونی که وی در آن‌ها نقش داشته‌است، می‌توان به تد لاسو اشاره نمود.